# 크리스티안 비에리
크리스티안 "보보" 비에리(이탈리아어: Christian "BoBo" Vieri, 1973년 7월 12일 ~ )는 이탈리아의 은퇴한 축구 선수로, 현역 시절 포지션은 스트라이커이다.
비에리는 최고의 골 결정력과 힘을 갖춘 이탈리아 최고의 공격수로, 그의 빠른 스피드에서 나오는 강력한 양발 대포알 슛과 뛰어난 제공권을 바탕으로 한 강력한 헤딩은 상대 수비수를 두렵게 만들었지만, 반대로 이 능력은 팬들이 그를 좋아할 수밖에 없는 요소로 작용하였다. 특히 로베르토 바조, 주세페 시뇨리 등으로 대표되는 이탈리아 공격수 계보에서, 힘과 테크닉을 함께 갖춘 비에리의 등장은 큰 충격을 주었다.

## 어린 시절
어린 시절 과거 이탈리아의 축구 선수이자 자신의 아버지였던 로베르토 비에리와 함께 오스트레일리아로 이주, 그곳에서 럭비, 크리켓, 육상 등 다양한 종목을 경험하면서 실력을 쌓았다. 그의 아버지 로베르토 비에리는 시드니에 기반을 둔 축구 클럽인 말코니 스탤리언스에서 활약하였다. 비에리가 그의 경력에 통해서 얻어진 별명 보보는 그의 아버지에게서 물려받은 것이다. 결국 15세 때 이탈리아로 돌아와 토리노에 입단하게 됨으로써, 그의 집안은 아버지, 비에리 그리고 남동생까지 축구 선수의 길을 걸으면서, 전형적인 축구 선수 출신으로 구성되었던 것이다.

## 클럽 경력
비에리는 축구 선수 생활을 시작하면서 여러 클럽들을 이적한 것으로도 유명한데, 라치오에서 인테르나치오날레로 이적할 때는 당시로서는 최고의 이적료인 3,200만 파운드를 기록하며 화제를 낳기도 하였다. 그는 인테르에 정착하여 최고의 득점력을 자랑하였고, 02-03시즌 세리에 A에서 23경기 24골이라는 경이적인 기록을 남기며 득점왕 타이틀을 차지하였다. 그는 유로 2004를 기점으로 하향 곡선을 타기 시작하였고, AC 밀란으로 팀을 옮겼으나, 얼마지 않아 AS 모나코로 이적하였다. 이후 모나코와 계약을 해지하고 이탈리아로 돌아와 아탈란타와 일정한 득점 수당을 받는다는 계약을 체결한 그는 아탈란타와의 계약 이전에 삼프도리아와 계약을 파기하기도 하였다. 아탈란타의 계약 이후 다시 상승세를 탄 그는 피오렌티나에서 좋은 활약을 펼쳤고, 2008년에 아탈란타로 이적하였지만, 시즌이 끝난 후 현역에서 은퇴했다.

## 국가대표팀 경력
02-03시즌 세리에 A에서 최고의 스타로 떠오른 비에리는, 이탈리아 대표팀에서도 멋진 활약을 펼쳤으며, 1998년 FIFA 월드컵, 2002년 FIFA 월드컵을 합하여 9경기에서 9골을 넣어, 팬들에게 큰 인상을 남겼다. 그는 에콰도르와의 첫 경기에서 2골, 크로아티아와의 2차전에서 1골, 그리고 대한민국을 상대로 1골 이렇게 총 4골을 기록했다. 특히 대한민국을 상대로 선제 득점을 기록했으나, 그 경기에서 설기현의 후반 동점골과 안정환의 골든골로 이탈리아가 패했다. 이 경기에서 비에리는 김태영의 코를 팔꿈치로 가격하여 코뼈를 부러뜨렸으나, 오심으로 경고조차 받지 않았다. 모나코에서 점차 회복세를 보인 비에리는 당시 이탈리아 축구 국가대표팀 감독인 마르첼로 리피가 2006년 FIFA 월드컵 본선 명단에 합류시키려 하였으나, 본선을 앞두고 대표팀 훈련 도중 부상을 당해 이탈리아가 네번째 우승을 멀리서 지켜봐야 했다.

## 수상 내역

#### 토리노
- 1992-93 코파 이탈리아 우승

#### 유벤투스
- 1996년 UEFA 슈퍼컵 우승
- 1996년 인터콘티넨털컵 우승
- 1996-97 세리에 A 우승

#### 라치오
- 1998-99 UEFA 컵 위너스컵 우승

#### 인테르나치오날레
- 2004-05 코파 이탈리아 우승

#### 이탈리아
- UEFA U-21 축구 선수권 대회 우승 : 1994, 1996

### 개인
- 발롱도르 7위 : 1999
- 세리에 A 득점왕 : 2002-03
- 세리에 A 올해의 선수상 : 1999
- 세리에 A 올해의 이탈리아 선수 : 1999, 2002
- 라리가 득점왕 : 1997-98
- ESM 올해의 팀 : 1997-98, 2002-03
- FIFA 100 : 2004
- FIFA XI : 1999
- FIFA 월드컵 실버슈 : 1998
- FIFA 월드컵 올스타팀 리저브 : 1998
- FIFA 월드컵 브론즈슈 : 2002
- UEFA 컵위너스컵 결승 MoM : 1999
- 피라타도르 : 2002
- 구에린도르 : 2002
- 가제타 레전드 : 2018
- 인테르 명예의 전당 : 2022
- 월드사커 역대 축구 선수 100인